# Bustos (Bulacan)
Bustos è una municipalità di terza classe delle Filippine, situata nella Provincia di Bulacan, nella Regione del Luzon Centrale.
Bustos è formata da 14 baranggay:
- Bonga Mayor
- Bonga Menor
- Buisan
- Camachilihan
- Cambaog
- Catacte
- Liciada
- Malamig
- Malawak
- Poblacion
- San Pedro
- Talampas
- Tanawan
- Tibagan